# Kabinett Barre I
Das Kabinett Barre I wurde am 28. August 1976 ernannt, nachdem Raymond Barre am 26. August 1976 neuer Premierminister geworden war. Die erste Regierung Barre löste das Kabinett Chirac I ab. In seiner Regierung übernahm Premierminister Barre auch das wichtige Amt als Minister für Wirtschaft und Finanzen und gliederte zahlreiche Aufgaben durch Staatssekretäre in seinem Amt an. Daneben schuf er eigenständige Staatssekretariate für einige Regierungsaufgaben. Das Kabinett war bis zum 30. März 1977 im Amt und wurde dann vom Kabinett Barre II abgelöst.

## Kabinett

### Minister
Dem Kabinett gehörten folgende Minister an:
| Amt                                                               | Name                 | Beginn der Amtszeit | Ende der Amtszeit |
| ----------------------------------------------------------------- | -------------------- | ------------------- | ----------------- |
| Premierminister, Minister für Wirtschaft und Finanzen             | Raymond Barre        | 26. August 1976     | 30. März 1977     |
| Staatsminister, Siegelbewahrer, Justizminister                    | Olivier Guichard     | 28. August 1976     | 30. März 1977     |
| Staatsminister, Innenminister                                     | Michel Poniatowski   | 28. August 1976     | 30. März 1977     |
| Staatsminister, Beauftragter Minister für Planung und Raumplanung | Jean Lecanuet        | 28. August 1976     | 30. März 1977     |
| Außenminister                                                     | Louis de Guiringaud  | 28. August 1976     | 30. März 1977     |
| Verteidigungsminister                                             | Yvon Bourges         | 28. August 1976     | 30. März 1977     |
| Bildungsminister                                                  | René Haby            | 28. August 1976     | 30. März 1977     |
| Minister für Zusammenarbeit                                       | Robert Galley        | 28. August 1976     | 30. März 1977     |
| Minister für Ausrüstung                                           | Jean-Pierre Fourcade | 28. August 1976     | 30. März 1977     |
| Beauftragter Minister für die Beziehungen zum Parlament           | Robert Boulin        | 28. August 1976     | 30. März 1977     |
| Landwirtschaftsminister                                           | Christian Bonnet     | 28. August 1976     | 30. März 1977     |
| Arbeitsminister                                                   | Christian Beullac    | 28. August 1976     | 30. März 1977     |
| Gesundheitsministerin                                             | Simone Veil          | 28. August 1976     | 30. März 1977     |
| Minister für Industrie und Forschung                              | Michel d’Ornano      | 28. August 1976     | 30. März 1977     |
| Minister für Lebensqualität                                       | Vincent Ansquer      | 28. August 1976     | 30. März 1977     |
| Minister für Handel und Handwerk                                  | Pierre Brousse       | 28. August 1976     | 30. März 1977     |
| Außenhandelsminister                                              | André Rossi          | 28. August 1976     | 30. März 1977     |

### Beigeordnete Minister und Staatssekretäre
Dem Kabinett gehören ferner folgende Beigeordnete Minister und Staatssekretäre an:
| Amt | Name                        | Beginn der Amtszeit | Ende der Amtszeit |
| --- | --------------------------- | ------------------- | ----------------- |
| Beigeordneter Minister beim Premierminister für Wirtschaft und Finanzen                                 | Michel Durafour             | 28. August 1976     | 30. März 1977     |
| Staatssekretär für Post und Telekommunikation                                                           | Norbert Ségard              | 28. August 1976     | 30. März 1977     |
| Staatssekretär für Veteranen                                                                            | André Bord                  | 28. August 1976     | 30. März 1977     |
| Staatssekretärin für Kultur                                                                             | Françoise Giroud            | 28. August 1976     | 30. März 1977     |
| Staatssekretärin für Universitäten                                                                      | Alice Saunier-Séïté         | 28. August 1976     | 30. März 1977     |
| Staatssekretär beim Premierminister für den öffentlichen Dienst                                         | Maurice Ligot               | 28. August 1976     | 30. März 1977     |
| Staatssekretär beim Premierminister                                                                     | Antoine Rufenacht           | 28. August 1976     | 30. März 1977     |
| Staatssekretär im Innenministerium für die Überseegebiete                                               | Olivier Stirn               | 28. August 1976     | 30. März 1977     |
| Staatssekretär im Außenministerium                                                                      | Pierre-Christian Taittinger | 28. August 1976     | 30. März 1977     |
| Staatssekretär für den Haushalt beim Beigeordneten Minister für Wirtschaft und Finanzen                 | Christian Poncelet          | 28. August 1976     | 30. März 1977     |
| Staatssekretärin für Verbraucherangelegenheiten beim Beigeordneten Minister für Wirtschaft und Finanzen | Christiane Scrivener        | 28. August 1976     | 30. März 1977     |
| Staatssekretär für Verkehr im Ministerium für Ausrüstung                                                | Marcel Cavaillé             | 28. August 1976     | 30. März 1977     |
| Staatssekretär für Wohnungsbau im Ministerium für Ausrüstung                                            | Jacques Barrot              | 28. August 1976     | 30. März 1977     |
| Staatssekretär im Landwirtschaftsministerium                                                            | Pierre Méhaignerie          | 28. August 1976     | 30. März 1977     |
| Staatssekretär für eingewanderte Arbeitnehmer im Arbeitsministerium                                     | Paul Dijoud                 | 28. August 1976     | 30. März 1977     |
| Staatssekretär für Arbeitsbedingungen im Arbeitsministerium                                             | Lionel Stoléru              | 28. August 1976     | 30. März 1977     |
| Staatssekretär für soziale Maßnahmen im Sozialministerium                                               | René Lenoir                 | 28. August 1976     | 30. März 1977     |
| Staatssekretär im Ministerium für Industrie und Forschung                                               | Claude Coulais              | 28. August 1976     | 20. Dezember 1976 |